# Al-Rabadha
al-Rabadha (in arabo الربذة‎?) è un'antica cittadina storica, situata a est della città di Medina, nel Governatorato di al-Ḥinākiyya (attuale Arabia Saudita), da cui dista circa 170 km. 
Stazione di sosta delle antiche carovane, si trova sul tragitto che porta dall'Iraq alla Mecca.